# Prinses Maria Esmeralda (schip, 1975)
De Prinses Maria Esmeralda was een roroveerboot die in 1975 werd gebouwd op de werf van Cockerill Yards met bouwnummer 877. Opdrachtgever was de Belgische staatsrederij Regie voor Maritiem Transport België. De Marie Esmeralda voer onder verschillende namen op het traject Dover-Oostende, Oostende en Ramsgate, Almería-Nador, Frankrijk-Tunesië en trajecten in het Midden-Oosten.
Deze carferry werd gedoopt naar de Belgische prinses Marie Esmeralda, die de dochter is van koning Leopold III van België en prinses Lilian Baels. De prinses zelf gaf haar doopnaam aan het schip.

## Geschiedenis
In 1995 werd het schip verkocht aan Transeuropa Ferries en herdoopt in Wisteria en werd ingezet op de lijn Oostende-Ramsgate. Het moet dan niet verward worden met de huidige Wisteria die grotendeels voor dezelfde maatschappijen gevaren heeft.
Gedurende enkele zomers werd het schip doorverhuurd aan rederijen die op de - dan zeer drukke - lijnen tussen Zuid-Europa en Noord-Afrika dienstdoen zoals voor CuToNav - Tunesia Ferries in 1995 en voor Limadet Ferry (later Comonav) tussen de haven van Almería en de haven van Nador in 1997 als Beni Ansar. Vervolgens werd het vanaf 2000 permanent ingezet op de lijnen van Comanav, in 2007 even als Aquaba Express.
In 2007 werd het schip als de Al Arabia verkocht voor sloop aan India.

## Zusterschepen
De Prinses Maria Esmeralda was een schip uit een serie van drie die door de RMT werden gebouwd. In 1978 werd zusterschip Prins Albert in de vaart genomen. Deze werd later omgedoopt tot Eurovoyager. (zie foto)

Het andere zusterschip was de in 1975 gebouwde Princesse Marie Christine, later omgedoopt tot Primrose.